# Stade de Reims
Stade de Reims – francuski klub piłkarski założony 18 czerwca 1931, w mieście Reims, w regionie Szampanii. Obecnie ma siedzibę w miejscowości Bétheny, na przedmieściach Reims.

## Sukcesy
- 6 razy mistrz Francji: 1949, 1953, 1955, 1958, 1960, 1962
- 2 razy finalista Pucharu Europy Mistrzów Krajowych: 1956, 1959
- 3 razy wicemistrz Francji: 1947, 1954, 1963
- 2 razy zdobywca Pucharu Francji: 1950, 1958
- 2 razy finalista Pucharu Francji: 1977, 2025
- mistrz Ligue 2: 1966, 2018
- wicemistrz Ligue 2: 2012
- amatorski mistrz Francji: 1935
- mistrz DH Nord-Est: 1935
- mistrz Szampanii: 1994
- występy w Ligue 1: 1939–1943, 1944–1964, 1966/1967, 1970–1979, 2012–2016, od 2018
- 5 razy mistrz Francji w piłce nożnej kobiet: 1975, 1976, 1977, 1980, 1982

## Historia
Klub założony został w 1909 roku pod nazwą Société Sportive du Parc Pommery, która obowiązywała do 1931 roku. Stade Reims uzyskał status klubu zawodowego w 1935 roku, który jednak utracił w 1991 roku. Ponownie stał się klubem zawodowym w roku 2002. Klub jest 6-krotnym mistrzem Francji. W latach 50. dwukrotnie przegrywał batalię z Realem Madryt o Klubowy Puchar Europy, najpierw w 1956 3:4 w Paryżu, a następnie w 1959 0:2 w Stuttgarcie. Filarami drużyny byli jedni z najsłynniejszych francuskich piłkarzy: Just Fontaine i Raymond Kopa. W sezonie 2009/2010 występował w rozgrywkach trzecioligowych – Championnat National. W sezonie 2011/2012 znalazł się wśród drużyn Ligue 2. Na koniec tego sezonu piłkarze z Szampanii świętowali powrót do Ligue 1 po 33 latach gry w niższych klasach rozgrywkowych.

## Trenerzy
| Lp. | Imię i nazwisko     | Początek urzędowania | Koniec urzędowania |
| --- | ------------------- | -------------------- | ------------------ |
| 1.  | David Harrison      | 1931                 | 1934               |
| 2.  | Billy Aitken        | 1934                 | 1936               |
| 3.  | Leopold Kielholz    | 1936                 | 1937               |
| 4.  | Sarkis Garabedian   | 1937                 | 1937               |
| 5.  | Valère de Besvelony | 1937                 | 1938               |
| 6.  | Erich Bieber        | 1938                 | 1940               |
| 7.  | Camille Cottin      | 1940                 | 1941               |
| 8.  | Jules Vandooren     | 1941                 | 1943               |
| 9.  | Sarkis Garabedian   | 1943                 | 1945               |
| 10. | Henri Roessler      | 1945                 | 1950               |
| 11. | Albert Batteux      | 1950                 | 1963               |
| 12. | Camille Cottin      | 1963                 | 1963               |
| 13. | Jean Prouff         | 1963                 | 1964               |
| 14. | Robert Jonquet      | 1964                 | 1967               |
| 15  | Claude Prosdocimi   | 1967                 | 1967               |
| 16. | Emil Rummelhardt    | 1967                 | 1969               |
| 17. | Elie Fruchard       | 1969                 | 1972               |
| 18. | Leon Desmenez       | 1972                 | 1972               |
| 19. | Celestin Oliver     | 1972                 | 1972               |
| 20. | Lucien Leduc        | 1972                 | 1974               |

## Obecny skład
Stan na 16 lipca 2021
| Nr | Poz. | Piłkarz                        |
| -- | ---- | ------------------------------ |
| 1  | BR   | Predrag Rajković               |
| 2  | OB   | Wout Faes                      |
| 3  | OB   | Ghislain Konan                 |
| 5  | OB   | Yunis Abdelhamid (wicekapitan) |
| 6  | OB   | Andreaw Gravillon              |
| 7  | PO   | Xavier Chavalerin (kapitan)    |
| 8  | NA   | Dereck Kutesa                  |
| 9  | NA   | Kaj Sierhuis                   |
| 10 | NA   | Arber Zeneli                   |
| 12 | NA   | Alexis Flips                   |
| 14 | PO   | Valon Berisha                  |
| 15 | PO   | Marshall Munetsi               |
| 16 | BR   | Yehvann Diouf                  |
| 17 | NA   | Anastasios Donis               |
| 18 | NA   | Fraser Hornby                  |

| Nr | Poz. | Piłkarz           |
| -- | ---- | ----------------- |
| 19 | NA   | Billal Brahimi    |
| 20 | PO   | Ilan Kebbal       |
| 21 | NA   | Nathanaël Mbuku   |
| 23 | PO   | Moreto Cassamá    |
| 24 | PO   | Mathieu Cafaro    |
| 25 | NA   | Moussa Doumbia    |
| 26 | PO   | Dion Lopy         |
| 27 | NA   | El Bilal Touré    |
| 29 | OB   | Dario Maresic     |
| 30 | BR   | Nicolas Penneteau |
| 32 | OB   | Thomas Foket      |
| 33 | OB   | Fodé Doucouré     |
| -  | OB   | Sambou Sissoko    |
| -  | OB   | Logan Costa       |

## Europejskie puchary
Legenda do wszystkich tabel:
- Q – runda eliminacyjna, 1/16, 1/8, 1/4, 1/2 – odpowiednia faza rozgrywek, Grupa – runda grupowa, 1r gr – pierwsza runda grupowa, 2r gr – druga runda grupowa, F – finał, R – runda, PO – play-off
- k. – rzuty karne, los. – losowanie, Dogr. – dogrywka, w. – zasada bramek strzelonych na wyjeździe

| Sezon   | Rozgrywki     | Runda | Klub                      | Dom             | Wyjazd          | Ogólnie         |
| ------- | ------------- | ----- | ------------------------- | --------------- | --------------- | --------------- |
| 1955/56 | Puchar Europy | 1/8   | Aarhus GF                 | 2–2             | 2–0             | 4–2             |
| 1955/56 | Puchar Europy | 1/4   | Budapesti Vörös Lobogó SE | 4–2             | 4–4             | 8–6             |
| 1955/56 | Puchar Europy | 1/2   | Hibernian                 | 2–0             | 1–0             | 3–0             |
| 1955/56 | Puchar Europy | F     | Real Madryt               | 3–4 (N)         | 3–4 (N)         | 3–4 (N)         |
| 1958/59 | Puchar Europy | Q     | Ards                      | 6–2             | 4–1             | 10–3            |
| 1958/59 | Puchar Europy | 1/8   | Helsingin Palloseura      | 4–0             | 3–0             | 7–0             |
| 1958/59 | Puchar Europy | 1/4   | Standard Liège            | 3–0             | 0–2             | 3–2             |
| 1958/59 | Puchar Europy | 1/2   | BSC Young Boys            | 3–0             | 0–1             | 3–1             |
| 1958/59 | Puchar Europy | F     | Real Madryt               | 0–2 (N)         | 0–2 (N)         | 0–2 (N)         |
| 1960/61 | Puchar Europy | Q     | Jeunesse Esch             | 6–1             | 5–0             | 11–1            |
| 1960/61 | Puchar Europy | 1/8   | Burnley                   | 3–2             | 0–2             | 3–4             |
| 1962/63 | Puchar Europy | 1/8   | Austria Wiedeń            | 5–0             | 2–3             | 7–3             |
| 1962/63 | Puchar Europy | 1/4   | Feyenoord                 | 0–1             | 1–1             | 1–2             |
| 2020/21 | Liga Europy   | 2Q    | Servette FC               | 1–0 (W)         | 1–0 (W)         | 1–0 (W)         |
| 2020/21 | Liga Europy   | 3Q    | Fehérvár FC               | 0–0 (W), k: 1–4 | 0–0 (W), k: 1–4 | 0–0 (W), k: 1–4 |

## Strona klubowa
- Oficjalna strona internetowa klubu (fr.)